# Pfarrkirche Augsdorf

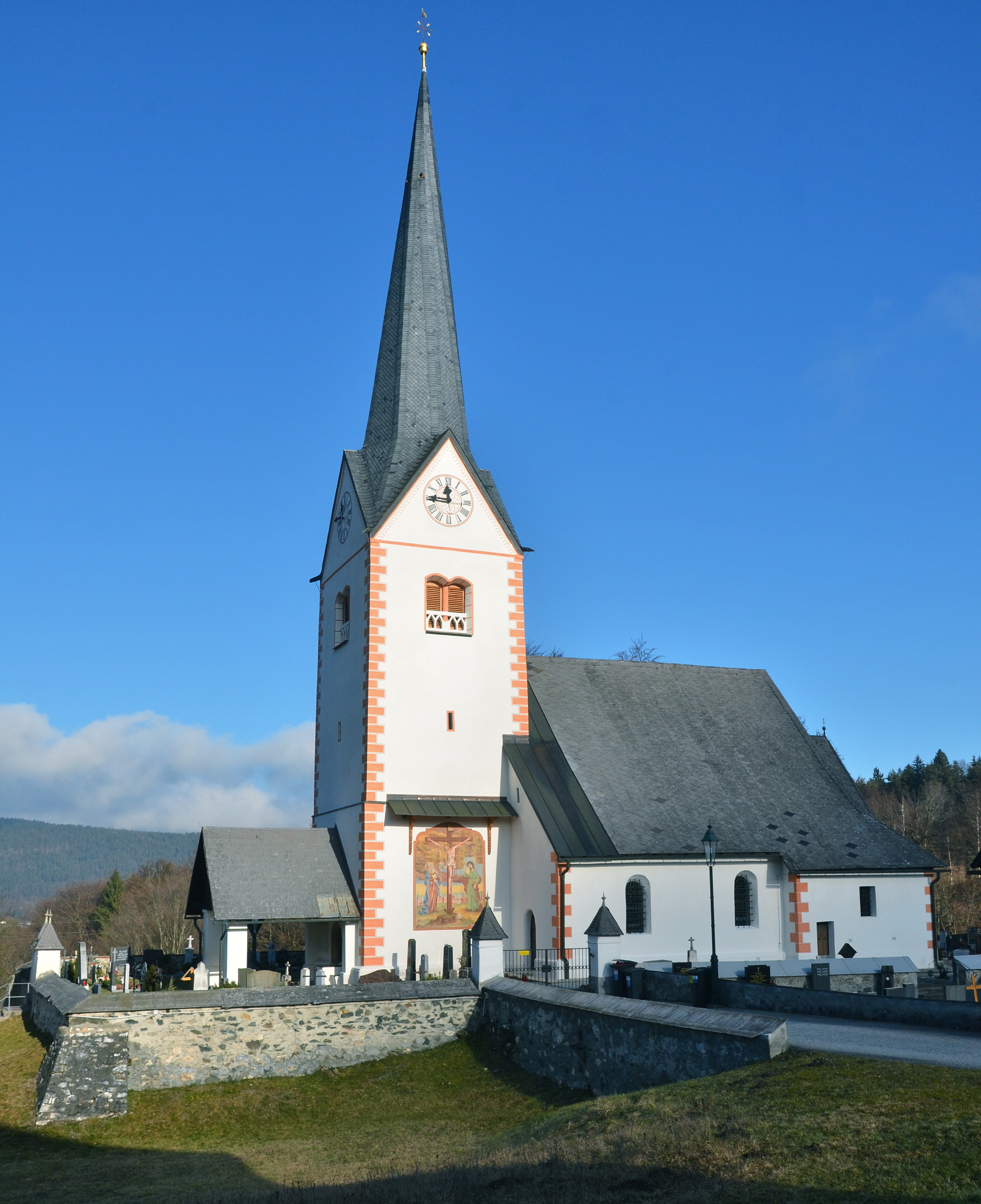
Kath. Pfarrkirche hl. Maria Rosenkranzkönigin in Augsdorf

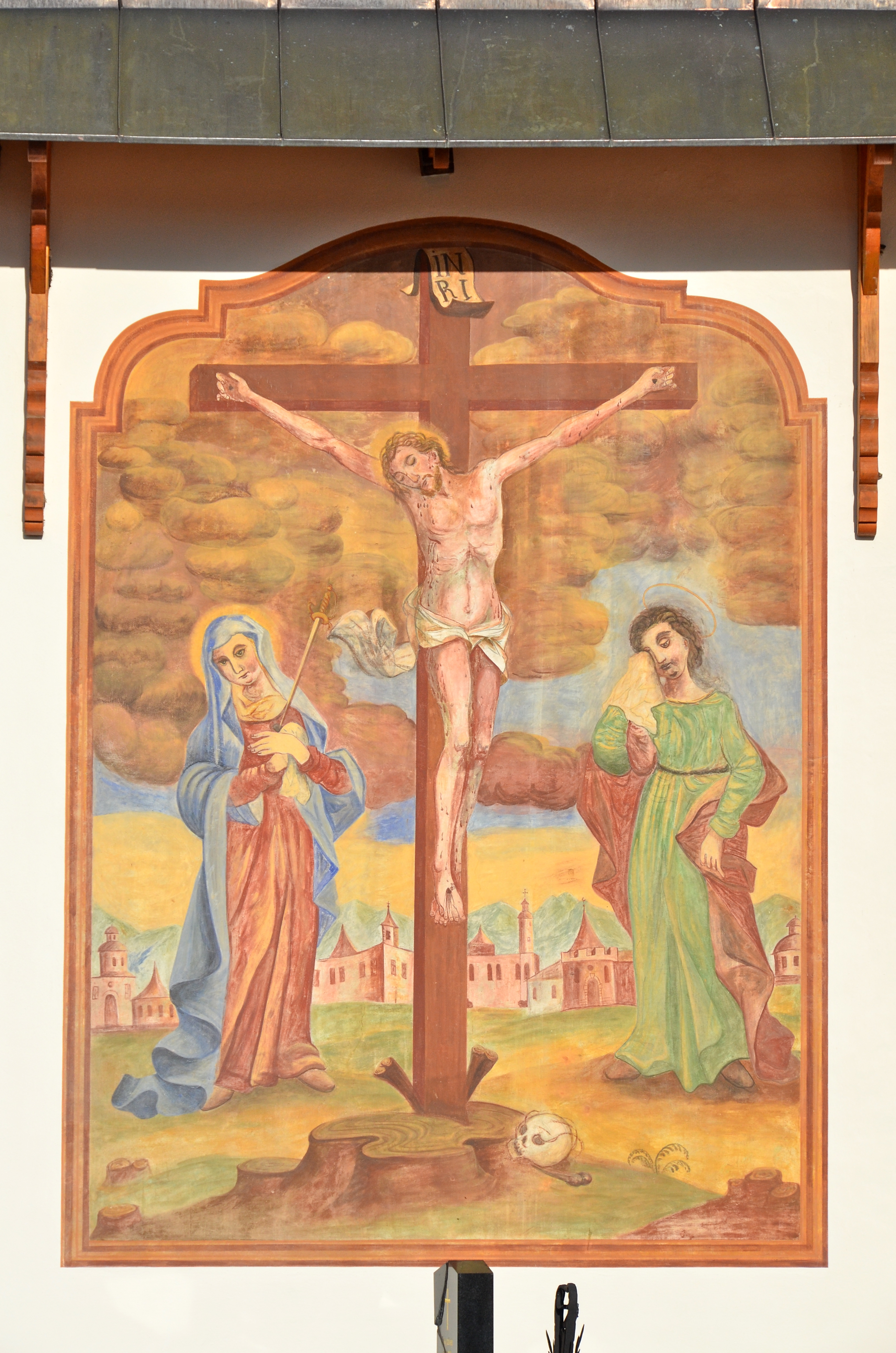
Malerei Kreuzigungsgruppe am Turm von Peter Markovič

Die römisch-katholische Pfarrkirche Augsdorf steht im Ort Augsdorf in der Marktgemeinde Velden am Wörther See im Bezirk Villach-Land in Kärnten. Die Pfarrkirche Maria Rosenkranzkönigin gehört zum Dekanat Rosegg/Rožek in der Diözese Gurk-Klagenfurt. Die Kirche und der Friedhof mit Kapelle stehen unter Denkmalschutz.

## Geschichte
Die ehemalige Wehrkirche steht am Nordrand des Ortes und ist an drei Seiten von einem Graben umgeben und nur vom Süden her zugänglich. Urkundlich wurde 1162/1164 eine Altarweihe mit Bischof Roman I. von Gurk (1131–1167) genannt, das Siegel des Bischofs wurde 1906 beim Abbruch des Altartisches gefunden. Im Ende des 15. Jahrhunderts zur Zeit der Türkeneinfälle wurde an den romanischen Kirchenbau ein weiter mächtiger Turm angebaut. Mitte des 16. Jahrhunderts wurde das romanische Langhaus mit gotischen Seitenschiffen erweitert und ein gotischer Chor angebaut. 1707 wurde um die Kirche ein Friedhof angelegt. 1974 war eine Innenrestaurierung.

## Architektur
Kirchenäußeres
Der romanische Kirchenbau bestand aus einem Kirchenschiff mit einem geraden Chorschluss unter einer Flachdecke. Der Westturm mit Biforenschallfenstern trägt Giebel und einen Pyramidenhelm. Westlich vom Turm ist eine offene Vorhalle angebaut. Die Turmsüdseite zeigt eine Kreuzigungsgruppe des Malers Peter Markovič aus dem Anfang des 20. Jahrhunderts. Am gotischen Chor ist südlich und am Langhaus übereck eine Sakristei angebaut. Das gotische Westportal im Turm ist spitzbogig und profiliert. Das gotische Westportal im südlichen Seitenschiff ist rundbogig. Der Chor hat gotische Spitzbogenfenster. An der Westseite der Kirche ist ein schmiedeeisernes Grabkreuz um 1720.
Kircheninneres

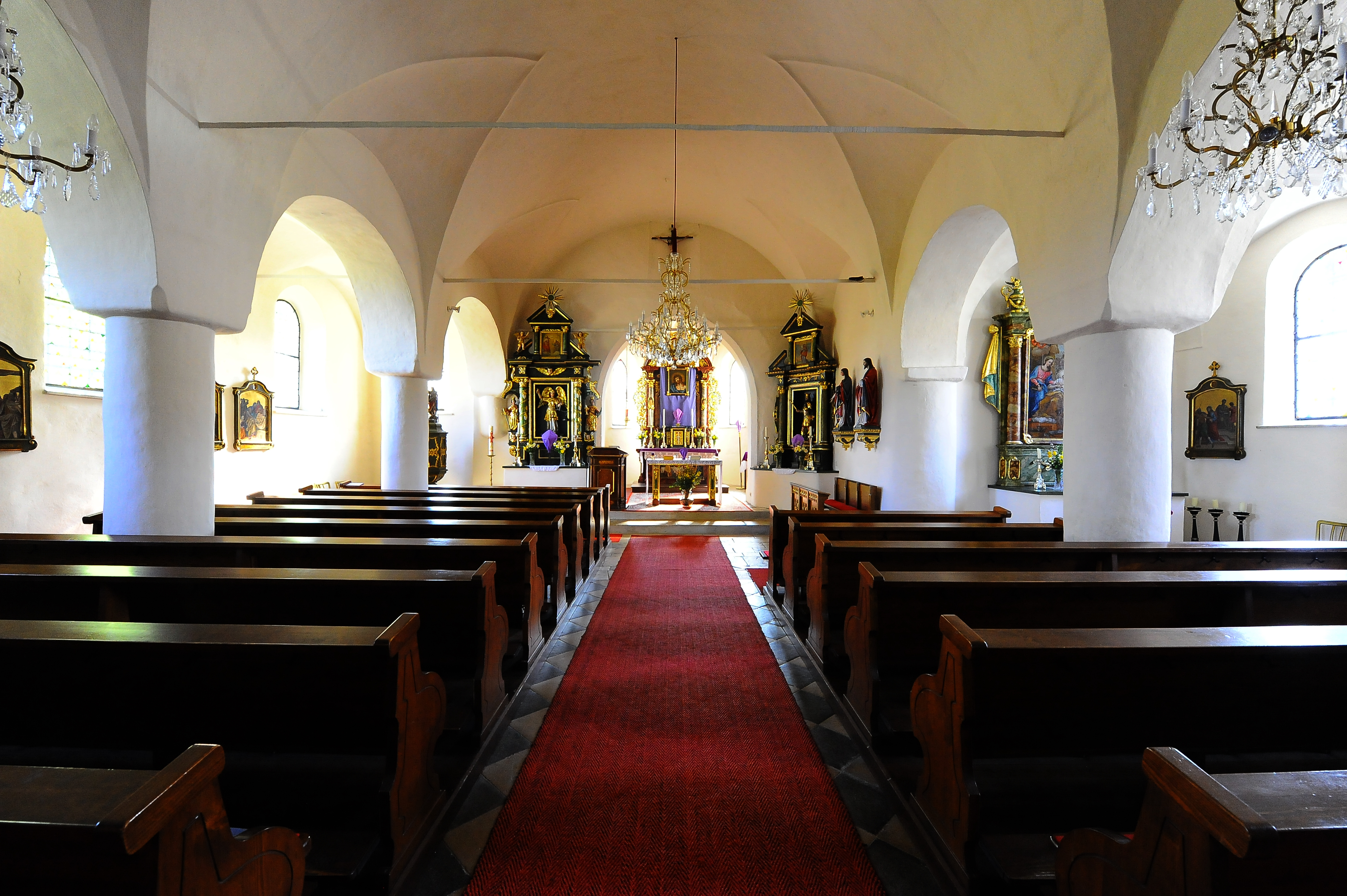
Im Mittelschiff zum Chor, beidseits die Seitenschiffe

Das dreijochige Mittelschiff ist mit rundbogigen auf schweren Pfeilern ruhenden Arkaden mit den gotischen Seitenschiffen verbunden. Das Mittelschiff hat Tonnengewölbe mit Stichkappen, die Seitenschiffe haben gratige Kreuzgewölbe. Die dreiachsige Westempore im Turm hat eine flache Unterdecke und eine geschwungene Balustrade. Der eingezogene Triumphbogen ist spitzbogig. Der eingezogene einjochige Chor mit einem Fünfachtelschluss trägt ein Netzrippengewölbe auf Runddiensten. Im Chor ist nordseitig eine gotische Sakramentsnische mit einem Gitter eingebaut. Südseitig hat der Chor ein romanisches Sakristeiportal mit einer eisenplattenbeschlagenen Türe.

## Ausstattung
Der barocke Hochaltar mit Säulen und reichem Akanthusschmuck entstand um 1700. Der Tabernakel ist aus der zweiten Hälfte des 18. Jahrhunderts. In der Mittelnische des Hochaltares steht eine barocke Schnitzgruppe der Schutzmantelmadonna aus dem Ende des 17. Jahrhunderts. Das Antependium vom ehemaligen neugotischen Hochaltar aus 1906 schuf der Bildhauer Josef Obletter aus dem Grödental mit dem Relief Letztes Abendmahl.
Der linke Seitenaltar mit einer Ädikula über einem kleinen Sockel mit seitlichen Konsolfiguren und weinlaubgeschmückten Säulen und Knorpelwerk und Rollwerk aus dem Ende des 17. Jahrhunderts trägt die Mittelstatue Michael und seitlich Katharina und Barbara und zeigt im Aufsatz ein Bild Dreifaltigkeit. Der rechte Seitenaltar, in gleicher Bauart aber ohne Konsolfiguren, mit Säulen und Akanthus aus dem Ende des 17. Jahrhunderts trägt die Figur Oswald und zeigt im Aufsatz das Bild Guter Hirte.
Die Kreuzwegbilder malte Peter Markovič (1915) angelehnt an den Führich-Kreuzweg.
Die Orgel baute Franz Grafenauer (1904). Eine Glocke nennt Rupert Dringer 1453. Eine Glocke nennt Mathias Landsmann 1687.